# Aeroportul Greenbrier Valley
Aeroportul Greenbrier Valley (IATA: LWB, ICAO: KLWB, FAA LID: LWB) este un aeroport din Virginia de Vest, Statele Unite ale Americii ce deservește zona Lewisburg⁠(d). Aeroportul a fost tranzitat în 2019 de 25.716 pasageri.
Situat la o altitudine de 701 m, aeroportul dispune de 1 pistă.

## Infrastructură

### Piste
Aeroportul dispune de o singură pistă. Pista 04/22 are suprafața de asfalt și dimensiunile 7.003 picioare × 150 picioare. 